# Páirc Uí Rinn
Páirc Uí Rinn è uno stadio irlandese della Gaelic Athletic Association, situato a Cork. In origine era un impianto calcistico, chiamato Flower Lodge, su cui disputavano le proprie partite molte squadre della città, mentre ora è solo adibito al calcio gaelico ed all'hurling e vi giocano i propri match casalinghe le franchige della contea di questi due sport.

## Flower Lodge
La squadra che giocò più a lungo nell'impianto quando aveva ancora il vecchio nome fu la Cork Hibernians Football Club che negli anni 60 e 70 si aggiudicò la maggior parte dei titoli nazionali. Lo stadio era in genere pieno quando giocava questa squadra ma soprattutto durante i derby con il Cork Celtic Football Club. Al fine degli anni 70 le due squadre andarono in bancarotta e lasciarono il terreno. Il Cobh Ramblers Football Club disputò qui una semifinale di FAI Cup nel 1983 contro gli Sligo Rovers, dal momento che il loro stadio era troppo piccolo. L'anno successivo nacque il Cork City che giocò qui nei suoi primi anni. Nel 1985 la nazionale irlandese giocò contro la Spagna. Nel 1986 l'Ancient Order of Hibernians che possedeva lo stadio, lo mise in vendita costringendo la nuova franchigia a trasferirsi a Turners Cross.

## Páirc Uí Rinn
L'impianto fu acquisito dalla GAA e prese il nome di Pairc ui Rinn ( Ring Park in inglese) in onore di Christy Ring, un famoso hurler della contea. Vennero distrutte le tribune dietro le porte per ampliare il campo alle dimensioni richieste dagli sport gaelici. Pairc ui Rinn, con i suoi 18000 posti è il secondo stadio più grande della contea dopo Páirc Uí Chaoimh. Il primo ospita partite giovanili e match della National Football League o della National Hurling League, il secondo partite dell'All-Ireland Senior Football Championship e dell'All-Ireland Senior Hurling Championship. Ci sono progetti per aumentare la capienza di Pairc ui Rinn aggiungendo tribune dietro le porte e ampliando quella principale. Lo stadio è stato il primo della GAA ad installare i riflettori ed a ospitare match notturni.